# 葛羅瑞希爾
在托爾金（J. R. R. Tolkien）奇幻小說的中土大陸裡，葛羅瑞希爾（Glóredhel）是哈多（Hador）的女兒及高多（Galdor the Tall）和剛多（Gundor）的姐姐。
葛羅瑞希爾生於第一紀元415年安格班之圍（Siege of Angband）時期。第一紀元436年，葛羅瑞希爾嫁給貝西爾（Brethil）人類首領哈迪爾（Haldir），在這個時間，她的弟弟高多娶了哈迪爾的親姐妹哈瑞絲（Hareth）。葛羅瑞希爾也是布蘭達（Brandir）父親韓迪爾（Handir）的母親。
第一紀元472年，即尼南斯·阿農迪亞德戰役（Nirnaeth Arnoediad）時期，哈迪爾及大部分貝西爾軍隊因掩護芬鞏（Fingon）撤退而戰死。葛羅瑞希爾得到消息後亦悲傷而死。
葛羅瑞希爾這名字在辛達林語裡的意思是「黃金精靈」，這是指她的美麗，在早期的一些作品裡，她的名字是Glorwendil。